# کارن ساروخانیان
کارن هاکوبی ساروخانیان (ارمنی: Կարեն Հակոբի Սարուխանյան؛ زادهٔ ۲۰ اوت ۱۹۸۶) یک سیاستمدار اهل ارمنستان است که از تاریخ ۲۰۱۹ تا کنون سمت نمایندگی دوره‌های هفتم و هشتم مجلس ملی جمهوری ارمنستان را برعهده دارد.

## زندگی‌نامه
وی در ۲۰ اوت ۱۹۸۶ در لنیناکان به دنیا آمد و از دانشگاه دولتی ایروان فارغ‌التحصیل شد. 